# Gabbro
Il gabbro è una roccia magmatica intrusiva con struttura granulare, formata principalmente da plagioclasio e pirosseni. Il gabbro è il corrispondente intrusivo del basalto, roccia ignea effusiva, e del diabase, roccia ignea subvulcanica o filoniana.
Il nome di questa roccia fu dato dal geologo Christian Leopold von Buch dal nome della località omonima in provincia di Livorno in Toscana.

## Composizione
Il gabbro è costituito da uno o più minerali, con presenze in percentuali diverse, appartenenti a plagioclasi calcico-sodici, pirosseni, olivina e anfibolo.
Sono inoltre presenti, in quantità accessorie: cromite, ilmenite e magnetite.
Nel gabbro è sempre presente il plagioclasio; se assente, a parità di altri fattori, si parla di rocce intrusive ultrafemiche, costituite, in prevalenza o associazione, da pirosseni ed olivine.

## Struttura e costituzione dei minerali principali

### Il plagioclasio
Il plagioclasio costituisce in media poco più della metà di un gabbro, in volume, e contiene più del 50% del componente anortitico. 
I cristalli di plagioclasio hanno generalmente forma appiattita, come anche negli equivalenti filoniani e subvulcanici dei gabbri, i diabasi.

Il loro colore è talvolta biancastro, ma spesso essi contengono minute inclusioni di minerali ferriferi, disposti in sottili lamelle parallele; in tal caso sono nerastri ed hanno talvolta riflessi metallici, il che rende alcune rocce affini ai gabbri ricercate come pietre decorative.

### Il pirosseno
Il pirosseno è il minerale più abbondante nel gabbro, dopo il plagioclasio. 
I pirosseni possono essere rombici (ortopirosseni) o monoclini (clinopirosseni); a seconda della presenza esclusiva o prevalente di uno dei due gruppi la roccia prende il nome di gabbro (in senso stretto), se il pirosseno prevalente è monoclino, e di norite se prevale il pirosseno rombico.

Sono note tutte le gradazioni di passaggio tra gabbri e noriti.
I pirosseni monoclini sono costituiti da augite e spesso da diallagio; in alcuni gabbri il pirosseno monoclino è un'augite titanifera.

Il pirosseno rombico è rappresentato da termini più o meno ferriferi della serie enstatite-bronzite-iperstene.
Ambedue i pirosseni possono contenere inclusioni lamellari, regolarmente orientate, di minerali ferriferi o di pirosseni appartenenti ad un gruppo ferrifero diverso da quello del minerale ospitante (augite nel pirosseno rombico e viceversa).
Lo studio dell'esatta composizione dei pirosseni e dei loro rapporti di concrescimento è assai importante per determinare l'ordine di cristallizzazione dei minerali del magma.
In alcune rocce gabbriche possono esservi degli anfiboli, insieme ai pirosseni o in loro assenza.
Si tratta frequentemente però di minerali secondari, formati per alterazione dei pirosseni in seguito a metamorfismo regionale o a fenomeni di autometasomatismo, con apporto di acqua, come avviene anche nei graniti.

### L'olivina
L'olivina può essere un componente dei gabbri, in tozzi cristalli, spesso trasformati totalmente o parzialmente in serpentino in seguito a fenomeni di autometasomatismo.
La presenza di olivina in un gabbro indica che il magma originario era povero in silice; infatti l'olivina contiene una minore quantità di silice rispetto ai pirosseni. 
Alcuni gabbri composti da plagioclasio e pirosseno, e privi di olivina, possono contenere piccole quantità di quarzo, che è cristallizzato per ultimo dal magma e rappresenta il residuo di silice che non si è combinata con gli altri elementi nei reticoli dei minerali precedentemente cristallizzati.
La presenza di olivina, anche se in piccole quantità, esclude la presenza di quarzo.
Sono inoltre note varietà di gabbri in cui l'olivina assume notevole importanza; all'estremo, alcuni gabbri sono costituiti da plagioclasio e olivina, con completa assenza di pirosseno.

## Distribuzione
Il gabbro può essere ritrovato come strato di intrusioni mafiche stratificate oppure all'interno delle ofioliti, sia sotto forma di dicchi che massivo.

## Località di ritrovamento
In Italia rocce gabbriche sono diffuse nelle Alpi Occidentali, nella zona basica di Ivrea, e soprattutto nell'Appennino settentrionale, dove costituiscono un componente importante del complesso delle ofioliti. Può anche essere rinvenuto nella periferia sud di Roma.